# Regesta Bohemiae et Moraviae aetatis Venceslai IV.
Regesta Bohemiae et Moraviae aetatis Venceslai IV. (1378, dec. – 1419, aug. 16) (zkráceně též RBMV) je edice regestů listin a listů z doby vlády Václava IV. Dokumenty jsou vydávány podle archivů, v nichž se dochovaly.
| Díl-část/svazek | Název dílu. Části                                                                                                  | Časový rozsah  | Editor/ka                                     | Rok vydání |
| --------------- | --- | -------------- | --------------------------------------------- | ---------- |
| I/1             | Fontes archivi capituli metropol. eccl. Pragensis                                                                  | 1378 dec.-1382 | Věra Jenšovská                                | 1967       |
| I/2             | Fontes archivi capituli metropol. eccl. Pragensis                                                                  | 1383-1387      | Věra Jenšovská                                | 1968, 1971 |
| I/3             | Fontes archivi capituli metropol. eccl. Pragensis                                                                  | 1388-1391      | Věra Jenšovská                                | 1974       |
| I/4             | Fontes archivi capituli metropol. eccl. Pragensis                                                                  | 1392-1394      | Věra Jenšovská                                | 1976       |
| I/5             | Fontes archivi capituli metropol. eccl. Pragensis                                                                  | 1395-1396      | Věra Jenšovská                                | 1978       |
| I/6             | Fontes archivi capituli metropol. eccl. Pragensis                                                                  | 1397-1398      | Věra Jenšovská                                | 1982       |
| I/7             | Fontes archivi capituli metropol. eccl. Pragensis                                                                  | 1399-1400      | Věra Jenšovská                                | 1981       |
| II              | Fontes archivi capituli ecclesiae Wissegradensis                                                                   |                | Vladimír Vavřínek                             | 1968       |
| III             | Fontes archivi publici Trebonensis                                                                                 |                | Božena Kopičková                              | 1977       |
| IV              | Fontes archivi publici Olomucensis et Opaviensis                                                                   |                | Božena Kopičková                              | 1989       |
| V-I/1           | Fontes archivi nationalis. Litterae monasteriorum                                                                  | 1378-1397      | Karel Beránek, Věra Beránková                 | 2006       |
| V-I/2           | Fontes archivi nationalis. Litterae monasteriorum                                                                  | 1398-1419      | Karel Beránek, Věra Beránková                 | 2007       |
| V-I/3           | Fontes archivi nationalis. Litterae monasteriorum                                                                  | Index          | Karel Beránek, Věra Beránková                 | 2012       |
| VI              | Fontes archivi publici Litomericensis                                                                              |                | Božena Kopičková                              | 2013       |
| VII             | Fontes archivi terrae Moraviae Brunae                                                                              |                | Pavel Krafl                                   | 2010       |
| VIII            | Fontes qui in archivis regionalibus terrae moraviae et in archivis civitatum Brunensis et Ostraviensis asservantur |                | Richard Psík, Václav Bok                      | 2015       |
| IX              | Fontes archivi publici Zámrsk et archivi parochialis Glacensis                                                     | 1378-1419      | Lenka Blechová, Petr Sedláček, Vojtěch Večeře | 2020       |